# Муратханов, Вадим Ахматханович
Вади́м Ахматха́нович Муратха́нов (род. 1974) — русский поэт, прозаик, критик и эссеист, переводчик.

## Биография
Родился в 1974 году во Фрунзе (ныне Бишкек).
В 1990 году переехал в Ташкент, где в 1996 году окончил факультет зарубежной филологии Ташкентского государственного университета (ныне Национальный университет Узбекистана).
В 2004—2006 годах жил и работал в городе Волжский (Волгоградская область). С 2006 года живет в Московской области.
Один из основателей объединения «Ташкентская поэтическая школа», альманаха «Малый шёлковый путь» (1999—2004) и Ташкентского открытого фестиваля поэзии (2001—2008). Создатель и ведущий сайта «Два берега — современная русскоязычная поэзия Узбекистана» (2005—2014). С 2006 года ответственный секретарь, с 2015 года — соредактор журнала «Интерпоэзия». В 2006—2013 годах заведовал отделом поэзии в журнале «Новая Юность». С 2008 по 2013 год вёл посвященную современной литературе рубрику «Слово о полке» в журнале «Октябрь», в 2008—2011 годах — рубрику по материалам сайта «Два берега» в журнале «Книголюб» (Казахстан). В 2017—2019 годах работал ответственным секретарем журнала поэзии «Арион».

## Творчество
Стихи, переводы, проза, критика и эссеистика Вадима Муратханова публиковались в журналах «Новый мир», «Дружба народов», «Октябрь», «Звезда», «Знамя», «Арион» (Россия), «Звезда Востока», «Восток Свыше» (Узбекистан), «Интерпоэзия» (США), «ШО» (Украина), «Иерусалимском журнале» (Израиль), антологии «Освобожденный Улисс» (Москва, 2004) и др. Переводы с узбекского вошли в поэтическую антологию «Анор/Гранат» (Москва, 2009), переводы с татарского - в «Антологию новой татарской поэзии» (Москва, 2015). В 2011 году вышла книга избранных стихов и прозы Муратханова «Приближение к дому» (Алматы). Стихи Вадима Муратханова переводились на английский, армянский, узбекский, украинский языки.

## Книги
- Вадим Муратханов До сумерек. — Ташкент: Ижод Дунёси, 2002
- Вадим Муратханов Непослушная музыка. — Алматы: Жибек Жолы, 2004
- Вадим Муратханов Портреты. — М.: ЛИА Р. Элинина, 2005
- Вадим Муратханов Ветвящееся лето. — М.: ЛИА Р. Элинина, 2007
- Вадим Муратханов Испытание водой. — М.: Воймега, 2010
- Вадим Муратханов Приближение к дому: Поэзия и проза. — Алматы: Искандер, 2011
- Вадим Муратханов Узбекские слова: Стихи и переводы. — М.: Клуб «Классики XXI века», 2013
- Вадим Муратханов Цветы и зола. — М.: Воймега, 2019

## Премии
- Книга стихов и переводов «Узбекские слова» (Москва, 2013) была отмечена специальным призом премии «Московский счёт».
- Премия журнала «Дружба народов» в номинации «Перевод» за переводы стихов узбекского поэта Абдухамида Парда (№ 2, 2020).

## Цитата
Для поэтического зрения Вадима Муратханова главное – природа самого зрения как оптического феномена, способа контакта с вещами вне нас. Как же все-таки на самом деле устроено пространство, какого цвета предметы – все это праздные вопросы без учета устройства зрительного аппарата. У человека зрение бинокулярно и приспособлено различать спектральные оттенки между ультрафиолетовым и ультракрасным – отсюда способность видеть мир в прямой линейной перспективе и быть убежденным в синеве безоблачного неба. Фасеточные глаза насекомых, дар инфракрасного видения ночных птиц делают видимые ими картинки принципиально иными, отличными от тех, что воспринимает человек. Зрительная способность со времен платоновской метафоры о тенях на стене темной пещеры неразрывно связана со способностью суждения и познания. Лирика Вадима Муратханова начинается там, где стартует размышление об истинной геометрии вещей и событий, то есть — не стесненной привычными параметрами зрения, выходящей за их пределы.
— Дмитрий Бак